# 刘坚军
刘坚军（1969年1月5日—），浙江宁波人，中国男子羽毛球运动员，曾奪得1996年夏季奥林匹克运动会羽毛球比赛混合雙打銅牌，此後退役。現為宁波羽毛球队总教练。

## 簡歷
刘坚军在1993年入選中国国家羽毛球队，李永波當上國家隊總教练後第一批隊員。刘坚军是國家隊團體賽的主力成員，曾出戰1995年蘇迪曼盃，並贏得冠軍。
在個人單項方面，1994年，刘坚军夥拍王晓园出戰在上海舉行的亞洲羽毛球錦標賽混合雙打比賽，負於隊友陈兴东/孙曼得到亞軍。次年，改為夥拍葛菲出戰同一賽事，這次則奪得冠軍；同年，刘/葛組合再戰洛桑舉行的1995年世界羽毛球錦標賽混合雙打比賽，獲得季軍。
1996年，刘坚军夥拍孙曼參加1996年夏季奥林匹克运动会羽毛球比赛混合雙打比賽，他們本有力挑戰金牌，可惜刘坚军的右腿膝盖在比賽期間严重受伤，最終他們在半决赛以0比2（10-15、4-15）敗於韓國的朴柱奉/羅景民，無緣決賽，最終僅能在铜牌戰勝出，獲得铜牌。
奥运会后，刘坚军因伤從國家隊退役，担任浙江省羽毛球队主教练；更曾在2006年出任中國國家少年及青年隊的男队教练。
此外，刘坚军雖從國家隊退役，但仍繼續代表浙江出戰中华人民共和国全国运动会，而且保持着连续参加五届全运会的紀錄。最近一次參賽是在十運會，以37歲之齡再次复出，和弟子搭档夺得羽毛球比賽男双第五名。